# 钱枫
钱枫（英語：Oscar，1983年9月22日—），中国大陆主持人、演员、歌手，生于上海市。2006年出道并签约拉风娱乐成为「新主张组合」一员。2007年曾出演《恰同学少年》等戏剧，2008年主持湖南卫视《天天向上》。2021年8月被曝涉嫌性侵，随后退出《天天向上》节目组，与湖南卫视解除合作关系。

## 生平
钱枫曾改名钱麓安。1983年9月22日钱枫出生于上海市，父亲年轻时是杰出舞蹈演员，受父亲的影响钱枫在学生时代就热爱表演，并成功进入上海戏剧学院。在一个偶然的机会进入上海警备文工团，2006年退伍后进入中国內地娛樂圈，2007年出演湖南卫视制作的《恰同学少年》，后与童森签约于拉风娱乐成为「新主张组合」并蹿红。2008年与湖南卫视主持人汪涵、台湾艺人欧汉声主持湖南卫视节目《天天向上》。

## 涉嫌性侵
2021年8月24日，媒體曝光钱枫在2019年涉嫌性侵， 隨後湖南衛視暫停其所有工作。 上海市公安局长宁分局即开展相关核查工作，经查2019年2月15日22时许，长宁警方接获肖某报案，称其于2019年2月14日晚与钱枫等朋友聚餐饮酒唱歌后，在钱枫住处遭其性侵，警方即依法受理，成立刑侦、法制等部门组成的专案组，并商请检察机关提前介入调查。专案组开展全面调查取证工作，综合证据情况认为已有证据不能证明存在强奸犯罪事实。2019年3月15日，长宁警方依法作出不予立案决定。
2021年8月27日，受涉嫌性侵事件的负面影响，湖南卫视决定自当日起解除与钱枫的合作关系。

## 主持作品
- 湖南卫视《天天向上》(2008年－2021年)
- “快樂中國快樂出發”跨年演唱會(2009年)
- 湖南卫视《向上吧！少年》(2012年)
- “上海2012”会议文艺晚会(2012年)
- “青春向上，中國夢”跨年演唱會(2012年)
- 越歡聚越青春跨年演唱會(2013年)
- “在一起更青春”跨年演唱(2014年)
- “雙11狂歡夜”晚會(2015年)
- “加速中，更青春”跨年演唱會(2015年)
- “自信，更青春”跨年演唱會(2016年)
- 網綜《火星研究院》（優酷與銀河娛聯合出品）(2016年－2017年)
- 網綜《火星情報局》（優酷與銀河娛聯合出品）(2016年－2017年)
- “快樂中國青春嗨18”跨年演唱會(2017年)
- 湖南衞視跨年晚(2018年)
- 《拼多多11.11超拼夜》(2020年)
- 《拼多多12.12超拼夜》(2020年)

## 演出作品

### 电视劇
- 2007年：《恰同学少年》飾演 蕭子升
- 2009年：《成長》飾演 米樂
- 2009年：《校園恰恰恰》飾演 客串
- 2012年：《九河入海》飾演張學強
- 2012年：《摩登女婿》飾演 陳超
- 2013年：《断奶》飾演 客串
- 2013年：《紅流》飾演 青年周恩來
- 2014年：《懂小姐》飾演 客串
- 2014年：《把爱带回家》飾演 孫准
- 2016年：《旋风十一人》飾演 陆捷
- 2019年：《暴风骤雨》飾演 萧祥
- 2020年：《我的微信連三界》飾演 大天尊

### 电影
- 2011年：《湘江北去》飾演 蕭子升
- 2013年：《小神来了》飾演 郝仁
- 2013年：《失明33天》飾演 Oscar
- 2013年：《面朝大海》飾演 城市支教
- 2015年：《夢幻佳期》飾演 陳大衞
- 2016年：《戀愛教父之三個「壞」傢伙》飾演 牛蛙
- 2016年：《爸爸我来救你了》飾演 星爸
- 2019年：《等愛》飾演 李雲翔

### 音樂錄影帶演出
- 2006年：歌手Sara的《命運》歌曲
- 2006年：歌手Sara的《愛》歌曲

## 音乐作品
- 2006年：单曲《天使》
- 2006年：单曲《发现》
- 2006年：单曲《外面的世界》
- 2007年：单曲《除以一》
- 2007年：单曲《傻等待》
- 2018年：單曲《天天向上》

## 奖项紀錄
- 2003年：全球華人歌唱大賽 - 最佳台風金獎
- 2003年：亞洲音樂節 - 十佳歌手獎
- 2006年：中國原創歌曲總評榜 - 未來主人翁獎
- 2006年：中國原創歌曲總評榜 - 十大金曲獎 / ﹙天使﹚
- 2006年：中國原創歌曲總評榜 - 年度最佳新人組合獎
- 2006年：《新週刊》 - 最佳娛樂秀主持人獎